# Оливье, Альбер
Альбер Оливье (фр. Albert Ollivier, 1 марта 1915, Париж, Франция — 18 июля 1964, Париж, Франция) — французский историк, писатель, журналист и участник Сопротивления.

## Биография
Альбер Оливье родился в Париже. Изучал право и литературу в Сорбонне, затем учился на факультете Политических наук. Работал редактором в издательстве Галлимар, затем в 1937 г. стал секретарем директора Гастона Галлимара. После начала Второй мировой войны в 1939 г. призван в армию. После оккупации Франции Оливье работал радиожурналистом под началом Клода Руа, но вскоре покинул радио Виши и присоединился к французскому Сопротивлению. Он сотрудничал с подпольной газетой Сопротивления «Комба» («Сражение», фр. Combat) и участвовал в движении Радиосопротивления, подготавливая вместе с журналистами Морисом Бурде, Пьером Шефером и др. радиопередачи для будущего радио свободной Франции. В рядах Сопротивления Оливье сдружился с Андре Мальро и Альбером Камю и попал под влияние харизмы генерала Шарля де Голля.
После освобождения Франции в августе 1944 г. Оливье и Камю стали редакторами вышедшего из подполья «Комба», но оставили газету в 1945 г. Оливье продолжил карьеру журналиста. Он регулярно печатался в Пари-Пресс, в «Ревю критик» (фр. Revue Critique), в «Нефе» (фр. Nef) и в «Карфур» (фр. Carrefour), литературным редактором которого он был некоторое время. В 1946 г. был опубликован сборник его политической хроники под названием «Ложные выходы» («Fausses sorties»). Альбер Оливье является также автором нескольких исторических трудов: «Коммуна (1871)», «Сен-Жюст и сила обстоятельств», «Тамплиеры», «18 брюмера».
В 1947 г. Оливье вступил в партию де Голля «Объединение для Франции» (фр. Rassemblement Pour la France). Он был членом Национального совета партии и редактором еженедельного партийного печатного органа «Объединение» (фр. Le Rassemblement).
В июле 1958 г. Альбер Оливье был назначен заместителем главного директора французского телевидения, в декабре того же года он стал директором теленовостей, а в октябре 1959 г. Оливье занял пост директора телевизионных программ Французского радио и телевидения (R.T.F). На этом посту он проводил политику привлечения к сотрудничеству лучших писателей, сценаристов и режиссёров, поощрал производство художественных экранизаций и многосерийных фильмов, уделял большое внимание качеству программ. Во время его руководства были сняты многочисленные экранизации классиков литературы, в телепрограмме появились театральные вечера. Время его работы на телевидении часто называли «золотым веком».
Альбер Оливье скончался 18 июля 1964 вследствие тяжёлой болезни. На его похоронах присутствовали высшие чиновники государства и представители президента.

## Награды
Кавалер Ордена Почётного Легиона.
В честь Альбера Оливье была создана премия его имени для поощрения работников телевидения.